# Nikuman

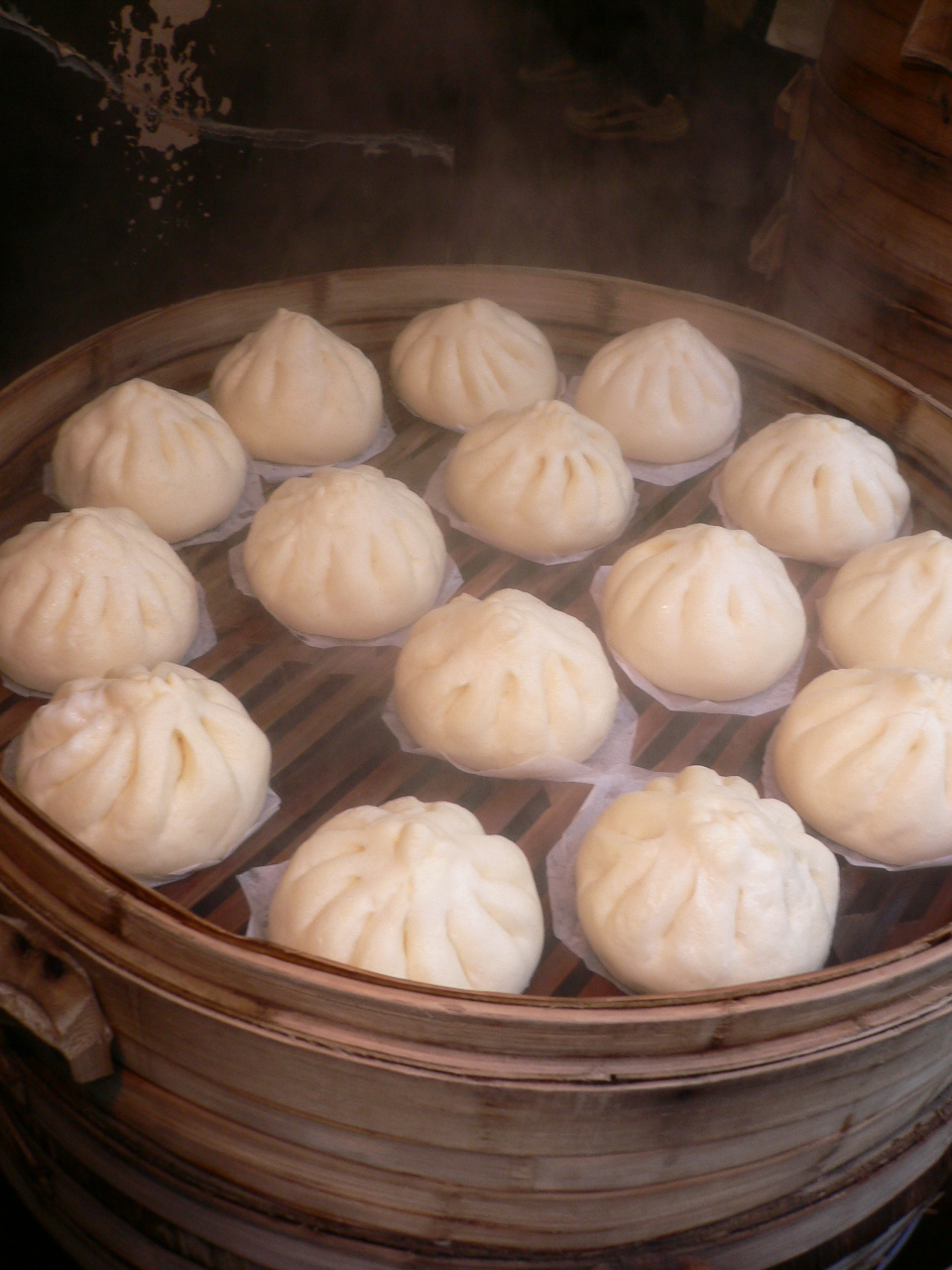
Nikuman.

El nikuman (肉まん; de 肉饅頭 niku, ‘carne’, y manjū) es una receta japonesa consistente en masa de harina rellena con cerdo picado cocinado u otros ingredientes. Es un tipo de chūka man (中華まん, literalmente ‘bollo chino al vapor’) parecido al baozi (包子) chino.
El nikuman se cuecen al vapor y a menudo se vende como comida callejera. Desde agosto o septiembre, durante todos los meses de invierno hasta aproximadamente comienzos de abril, el chūka man está disponible en tiendas de conveniencia, donde se mantienen calientes.

## Variedades delchūkamanjaponés
- Butaman (豚まん butaman?), esencialmente equivalente al nikuman. Este nombre es más común en la región de Kansai.
- Anman (あんまん anman?), cuyos ingredientes son judías azuki (koshian o tsubuan), grasa y aceite de sésamo (para mejorar el sabor). Es parecido al doushabao chino.
- Pizza man (ピザまん pizaman?), con una mezcla de salsa de tomate y otros ingredientes típicos de la pizza (queso, salchicha, pepperoni y maíz), que cambian de uno a otro fabricante.
- Curry man (カレーまん karēman?), al que se añade cúrcuma u otro colorante alimentario para darle un color amarillo al exterior. Los ingredientes son los mismos, con sabor a curry. También hay un curry man parecido al pan de curry o curry seco.